# 1-es metróvonal (Barcelona)
A barcelonai 1-es metróvonal (színe: piros) egy 20,7 km hosszú metróvonal Barcelonában. Összesen 30 állomás található rajta. Ez a vonal a város második legrégebbi metróvonala, az L3 után és az egyetlen, amely Ibéria-nyomtávolsággal épült ki.

## Technikai leírás
A vágányok nyomtávolsága 1668 mm, az áramellátás felsővezetékről történik. A vonalon a 4000-es és a 6000-es sorozat közlekedik, a TMB üzemelteti.
Az állomások vagy a vonalak neve dőlt betűvel szedve, ha építés alatt állnak.
- Hospital de Bellvitge
- Bellvitge
- Av. Carrilet  (L8)
- Rambla Just Oliveras  (Renfe)
- Can Serra
- Florida
- Torrassa  (L9, L10)
- Santa Eulàlia
- Mercat Nou
- Plaça de Sants  (L5)
- Hostafrancs
- Espanya (L3, L8)
- Rocafort
- Urgell
- Universitat  (L2)
- Plaça de Catalunya  (L3, L6, L7, Renfe)
- Urquinaona  (L4)
- Arc de Triomf  (Renfe)
- Marina  (T4)
- Glòries  (T4)
- Clot  (L2, Renfe)
- Navas
- Sagrera  (L5, L9, L10)
- Fabra i Puig  (Renfe)
- Sant Andreu  (Renfe)
- Torras i Bages
- Trinitat Vella
- Baró de Viver
- Santa Coloma
- Fondo  (L9)